# 톨텍목화쥐
톨텍목화쥐(Sigmodon toltecus)는 비단털쥐과에 속하는 설치류이다. 그란데 강부터 유카탄반도의 멕시코 동부 지역 그리고 벨리즈와 과테말라 북부 지역에서 발견된다. 습윤 초원 서식지를 좋아한다. 오랫동안 거친털목화쥐(S. hispidus)의 아종으로 간주되었지만, 미토콘드리아 DNA 염기서열 정보에 기초한 최근의 분류학 개정 결과에 의하면 이전의 거친털목화쥐는 별도의 3종으로 분리된다. 캐롤 등(Carroll et al. 2004)은 거친털목화쥐 분포의 남쪽 가장자리가 톨텍목화쥐(S. toltecus, 이전의 S. h. toltecus)의 북쪽 분포와 일치하는 그란데 강 근처일 가능성 있다고 지적했다. 톨텍목화쥐의 분포 지역은 멕시코 북부 지역부터 남쪽으로 치아파스주까지 확장되며, 거친털목화쥐(이전의 S. h. hirsutus)와 같은 장소에서 발견된다. 거친털목화쥐 종군의 쥐들은 실험실 동물로 이용된다.